# Gospodarenje otpadom
Gospodarenje otpadom vrlo je složena djelatnost koja zahvaća sve grane gospodarstva, proizvodnje i potrošnje, a sadrži čitav niz postupaka i tehnologija od kojih se velik dio primjenjuje u različitim oblicima. 

## Definicija
Gospodarenje otpadom je gospodarsko pitanje prvog reda, jer se njime nekorisni otpad pretvara u korisni resurs. Kad otpad jedne industrije postaje sirovina druge ili iste, ostvaruje se prelazak na kružno gospodarstvo. Dio je rješenja makroekonomskih nestabilnosti. Njime se potiče globalnu konkurentnost, održivi gospodarski rast i stvaranje novih radnih mjesta. Gospodarenjem se cilja povećati odvojenog sakupljanje, smanjenje odlaganja te sprovesti mjere za sprječavanje nastanka otpada.

## Postupci gospodarenja otpadom
U okviru cjelovitog sustava gospodarenja otpadom, zastupljeni su sljedeći važniji postupci, zavisno o vrsti i svojstvima otpada:
- Izbjegavanje nastajanja otpada i smanjivanje opasnih svojstava:
- Skupljanje i prijevoz otpada,
- Vrednovanje – uporaba otpada:
  - odvojeno skupljanje,
  - reciklaža,
  - mehanička obrada,
  - spaljivanje s i bez rekuperacije energije
  - piroliza
  - biološka obrada - anaerobna, aerobna i mehaničko-biološka
  - termička obrada,
  - kemijsko-fizikalna obrada,
- Konačno zbrinjavanje ostatnog otpada - odlaganje na deponiju s i bez proizvodnje bioplina

## Obrada otpada

### Mehaničko biološka obrada
Cilj mehaničko bioloških obrada je smanjiti volumen obrađenom komunalnom otpadu, kroz izdvajanje pojedinih vrsta otpada koje se mogu sirovinski iskoristiti.

#### Kompostiranje
Kompostiranje je prirodan proces razgradnje biomase. Priroda sama reciklira svoj otpad u kružnom sustavu izmjene tvari i energije. Procesom kompostiranja nastaje visokovrijedan kompost (humus) te CO2 kao posljedica metabolizma razgrađivača. Više od trećine ukupnog otpada koji nastaje u domaćinstvima je biootpad. Njegovim izdvajanjem tj. kompostiranjem, ne samo smanjujemo količinu otpada na deponija najmanje za trećinu, već i ostali reciklabilni otpad čuvamo od onečišćenja i neugodnih mirisa koji bi mogli nastati miješanjem. Također kompostiranjem čuvamo atmosferu od stakleničkih plinova, jer se na deponijima biootpad anaerobno razgrađuje, tj. bez prisustva kisika što uz neugodan miris predstavlja i zapaljivi plin metan koji je 26 puta jači staklenički plin od CO2.

#### Fermentacija
Fermentacija je anaerobna biološka obrada otpada i češće se primjenjuje u obradi muljeva, pri čemu se stvara bioplin kao glavni produkt fermentacije.

### Termička obrada
Osnovne vrste termičke obrade otpada su: spaljivanje (suspaljivanje) i piroliza. Prilikom termičke obrade otpada elementarne tvari se ne mogu uništiti. U dimnim plinovima nakon izgaranja one međusobno reagiraju pa nastaju novi spojevi, među kojima najpoznatiji otrovi današnjice: dioksini i furani. Spaljivanje ne pridonosi održivom razvoju, jer je dio linearne ekonomije, tj. ne omogućava sljedećim generacijama korištenje resursa. Ono što se može ponovno koristiti, reciklirati ili kompostirati treba ostaviti i za buduće generacije i nema opravdavanja za spaljivanje. Ostatni dio koji se ne može iskoristiti niti reciklirati može se pretvoriti u sintetički pijesak, oporabiti pirolizom, što je daleko prihvatljivije od spaljivanja u spalionicama i cementarama.

## Obrada s obzirom na vrstu
Komunalni otpad može se reciklirati, spaliti, pirolizirati, od njega se može proizvoditi gorivo, biološki obraditi i odložiti na deponij.
Industrijski otpad može se reciklirati, spaliti, pirolizirati, od njega se ne može proizvoditi gorivo, ni biološki obraditi, smije ga se odložiti na deponij.
Poljoprivredni otpad ne može se reciklirati, može ga se spaliti i pirolizirati, od njega se može proizvoditi gorivo, biološki ga obraditi, smije ga se odložiti na deponij.
Bolnički otpad ne može se reciklirati, može ga se spaliti i pirolizirati, od njega se ne može proizvoditi gorivo, ni biološki obraditi, niti ga se smije odložiti na deponij.
Građevinski otpad, pepeo i mulj jedino se smije odložiti na deponij.
Opasni otpad ne može se reciklirati, može ga se spaliti i pirolizirati, od njega se ne smije proizvoditi gorivo, ni biološki obraditi, niti ga se smije odložiti na deponij. Radioaktivni otpad spada u opasni otpad.
Dobivanjem energije iz otpada proizvodi se gorivo za posebne vrste termoelektrana u kojima se umjesto konvencionalnih goriva spaljuje otpad.

## Odlaganje
Odlaganjem otpada razvijaju se procesom raspadanja organskog dijela deponijski plin, a u kontaktu s vodom nastaju procjedne vode, stoga odlagališta trebaju biti izvedena kako bi se spriječilo dugoročno onečišćenje okoliša.

## Ostalo
U Zagrebu se svake godine održava stručna konferencijsko-sajamska manifestacija Croatia Waste Expo posvećena problematici gospodarenja otpadom u Hrvatskoj.

## Vanjske poveznice
- http://narodne-novine.nn.hr/clanci/sluzbeni/297313.html
- http://www.mojaenergija.hr/index.php/me/Savjeti/Gospodarenje-otpadom  Arhivirana inačica izvorne stranice od 25. prosinca 2009. (Wayback Machine)
- http://www.fer.hr/_download/.../ORIZO_Prezentacija3_041130.ppt%5Bneaktivna+poveznica%5D
- http://www.moh.hr/hr/ekologija/gospodarenje-otpadom1/  Arhivirana inačica izvorne stranice od 27. listopada 2009. (Wayback Machine)
- http://www.azo.hr/Default.aspx